# Comuna Horîslavți, Kremenciuk
Horîslavți (în ucraineană Гориславці) este o comună în raionul Kremenciuk, regiunea Poltava, Ucraina, formată din satele Horîslavți (reședința), Korjivka, Mîlovîdivka și Olefirivka.

## Demografie
Componența lingvistică a comunei Horîslavți
     Ucraineană (92,16%)
     Rusă (7,23%)
     Alte limbi (0,41%)
Conform recensământului din 2001, majoritatea populației comunei Horîslavți era vorbitoare de ucraineană (92,16%), existând în minoritate și vorbitori de rusă (7,23%).